# Begraafplaats van Dadizele
De Begraafplaats van Dadizele is een gemeentelijke begraafplaats in het Belgische dorp Dadizele. De begraafplaats ligt aan het kruispunt van de Beselarestraat met de Geluwestraat op 520 m ten westen van de Basiliek van Onze-Lieve-Vrouw. De begraafplaats wordt omgeven door een haag en aan het einde van het middenpad staat een kapelletje. 
Aan de westelijke rand ligt de Britse militaire begraafplaats Dadizeele New British Cemetery met meer dan 1000 slachtoffers.

## Britse oorlogsgraven
Op de begraafplaats liggen 27 Britse gesneuvelden uit de Eerste Wereldoorlog (waaronder 1 niet geïdentificeerde). De meeste behoorden bij de 36th (Ulster) Division. In een perk aan de zuidkant van de begraafplaats liggen er 22 en 5 andere liggen verspreid tussen de civiele graven. Er liggen ook 2 Franse gesneuvelden begraven.
Twee niet geïdentificeerde Britse gesneuvelden uit de Tweede Wereldoorlog liggen in 1 graf begraven.
De graven worden onderhouden door de Commonwealth War Graves Commission en zijn daar geregistreerd als Dadizele Communal Cemetery. 

### Geschiedenis
Dadizele bleef gedurende het grootste deel van de Eerste Wereldoorlog door de Duitsers bezet. Het dorp werd in september 1918 door de 36th (Ulster) Division bereikt en door de 9th (Scottish) Division op 29 september 1918 ingenomen. Nadien volgden nog zware gevechten in de omgeving van Hill 41, iets ten zuiden van het dorp. Tijdens deze gevechten vielen alle slachtoffers die hier begraven zijn. De ongeveer 100 Duitsers die hier oorspronkelijk begraven lagen werden na de wapenstilstand naar elders overgebracht en 1 Brit die omkwam in augustus 1914 werd naar Harlebeke New British Cemetery overgebracht.

### Onderscheiden militair
- Gerald Leopold Williams, onderluitenant bij de Royal Inniskilling Fusiliers werd onderscheiden met het Military Cross (MC).

De begraafplaats staat op de lijst van de Inventaris van het Wereldoorlogerfgoed.